# Julius Aghahowa
Julius Aghahowa (Benin City, 12 febbraio 1982) è un ex calciatore nigeriano, di ruolo attaccante.

## Carriera

### Club
Ha iniziato la carriera nei Police Machines, squadra locale della polizia nigeriana, per trasferirsi successivamente ai Bendel Insurance. Ha poi firmato un contratto con l'Herning Fremad, squadra che poi si è fusa con l'Ikast per dare vita al Midtjylland. Le buone prestazioni del calciatore ai campionati africani Under-19 del 1999, però, hanno attirato le attenzioni di club maggiormente importanti. Infatti, ha firmato un contratto con l'Espérance, squadra tunisina, che ha rilevato il precedente accordo tra il nigeriano e il club danese.
A metà della stagione 2000-2001 si è trasferito allo Šachtar, che di lì a poco avrebbe vinto il campionato ucraino. Uno dei momenti più importanti in questa squadra, è stato quando ha deciso la sfida del 2006 contro la Dynamo Kyïv, con un colpo di testa nei minuti di recupero dell'incontro e che gli ha permesso anche di essere nominato migliore in campo. Dopo oltre sei anni nel club ucraino, Aghahowa si è trasferito al Wigan Athletic. I termini dell'accordo sono rimasti privati e il permesso di lavoro gli è stato concesso il 30 gennaio 2007.
Ha esordito con il nuovo club il 3 febbraio, nella vittoria per uno a zero contro il Portsmouth. In un anno e mezzo con la squadra inglese, Aghahowa non ha segnato alcuna rete. Così, il 20 giugno 2008, è stato ufficializzato il suo passaggio ai turchi del Kayserispor.
Dopo una stagione con il Kayserispor, condita da 6 reti in 36 apparizioni, ha rescisso il contratto ed è tornato allo Šachtar, manifestando il suo grande desiderio di giocare con la sua vecchia squadra. Con lo Šachtar vince il campionato 2009-2010, giocando solo 10 partite e segnando un gol. Nella stagione 2010-2011 prestato al PFC Sevastopol, per poi rientrare allo Šachtar nella stagione successiva. È stato svincolato alla fine della stagione 2011-12 ed ha annunciato il suo ritiro dal calcio ad aprile 2013.
Attualmente lavora in proprio ed ha anche una scuola calcio con giocatori di diverse fasce di età, dai 13 ai 23 anni, la Oasis Football Academy.

### Nazionale
Ha disputato 32 partite con la Nigeria, collezionando anche 14 reti, inclusa l'unica marcatura della squadra nel campionato del mondo 2002, contro la Svezia. È stato il capocannoniere della selezione nella Coppa delle nazioni africane 2002. Inoltre, ha partecipato alla XXVII Olimpiade.

## Palmarès

### Club
- Campionato tunisino: 1

Espérance: 1999-2000
- Campionato ucraino: 4

Šachtar: 2001-2002, 2004-2005, 2005-2006, 2009-2010
- Coppa d'Ucraina: 2

Šachtar: 2001-2002, 2003-2004

### Individuale
- Capocannoniere della Coppa d'Africa: 1

2002 (3 reti)